# 아스타 시엠프레
“아스타 시엠프레, 코만단테”(Hasta Siempre- Comandante)는 1965년 쿠바의 작곡가 카를로스 푸에블라가 1965년 작곡한 스페인어 노래로, 혁명가 체 게바라가 콩고와 그 뒤 자신이 죽게 된 볼리비아로 투쟁무대를 옮기기 위해 쿠바를 떠나면서 남긴 이별의 편지에 대한 응답조의 내용이다. 제목은 “사령관이여 언제까지나”라는 뜻으로, 체 게바라가 말했다는 유명한 경구 "Hasta la Victoria Siempre"(승리의 그날까지 영원히)에 대한 응답이다.
그 가사는 쿠바 혁명의 지휘관으로서의 역할을 다한 체 게바라를 찬미하며 격동기의 쿠바 혁명을 노래한다. 체 게바라가 죽은 뒤 이 노래는 하나의 상징이 되었으며, 후에 많은 아티스트들이 다양한 버전을 발표했다.

## 가사
“아스타 시엠프레, 코만단테”의 가사는 4절로 이루어져 있으며 매 절마다 후렴구가 반복된다. 가사는 쿠바 혁명의 발원지인 시에라 마에스트라 산맥에서 시작하여 무장봉기가 첫 승리를 거둔 산타클라라로 이어진 후 쿠바를 떠나 혁명을 계속하려는 체 게바라를 기념하는 내용으로 작성되었다.
| 스페인어 Aprendimos a quererte desde la histórica altura donde el Sol de tu bravura le puso cerco a la muerte. Coro: Aquí se queda la clara, la entrañable transparencia, de tu querida presencia, Comandante Che Guevara. Tu mano gloriosa y fuerte sobre la Historia dispara cuando todo Santa Clara se despierta para verte. [Coro] Vienes quemando la brisa con soles de primavera para plantar la bandera con la luz de tu sonrisa. [Coro] Tu amor revolucionario te conduce a nueva empresa donde esperan la firmeza de tu brazo libertario. [Coro] Seguiremos adelante, como junto a ti seguimos, y con Fidel te decimos : «¡Hasta siempre, Comandante!» | 한국어 우리는 사랑을 배웠지. 역사의 고원으로부터 그대 용맹의 태양이 죽음을 애워싼 그곳. 후렴: 여기 분명히 남아있네. 존경스런 당신이 사랑한 것은 투명함 사령관 체 게바라. 당신의 영광스럽고 강한 손이 역사를 쏘았지. 산타클라라의 모두가 깨어나 당신을 보았네. [후렴] 바람이 산들바람을 태웠지 봄날의 태양과 함께 깃발을 세우기 위해 그대 미소의 빛과 함께 [후렴] 그대의 혁명에 대한 사랑은 새로운 사업으로 그대를 이끌고 확고한 희망이 있는 그곳에 자유로운 팔을 두네. [후렴] 우리 그대 뒤따라 가리, 그대가 계속한 연대의 길을. 그리고 피델이 말한 것처럼: "사령관이여 영원하라!" |

## 같이 보기
- 쿠바 혁명
- 체 게바라
- 조안 바에즈
- 부에나 비스타 소셜 클럽